# 1614

## أحداث
- تأسيس مدينة تيرانا وتقع حاليا في ألبانيا.
- 19 نوفمبر - بدء حصار أوساكا.
- نشر عالم الرياضيات الأسكتلندي جون نايبير أول بحث وجدول للوغاريتمات.

### غير مؤرخة
- تويوتومي هيده-يوشي يحاول استعادة قلعة أوساكا.

## مواليد
- أنطونيو فرنانديز أرياس فنان إسباني
- جون ويلكنز
- بيتر هولشتاين الثاني
- ديرمود أوميرا طبيب وشاعر أيرلندي
- ريتشارد فورد (سياسي) سياسي من المملكة المتحدة
- سيمون بوسبوم مهندس معماري هولندي
- شاهزاده قاسم
- كلود فرانسوا (رسام) رسام فرنسي
- مارتينو مارتيني
- نيكولا روبرت رسام فرنسي
- يوهان هيلدبراند ملحن ألماني

## وفيات
- إل غريكو
- إتيان هوبير، طبيب ومستشرق فرنسي.
- محمد رضا شكيبي الأصفهاني